# (31111) 1997 PN5
1997 بي أن 5 (ويعرف أيضًا باسم (31111) 1997 بي أن 5 وفق تسمية الكوكب الصغير) (بالإنجليزية: 1997 PN5)‏ هو كويكب ضمن حزام الكويكبات؛ وترتيبه 31111 من حيث الاكتشاف.
اكتُشف هذا الجُرم الفلكي بواسطة تاكيشي أوراتا ‏ في 11 أغسطس 1997.

## وصلات خارجية
- (31111) 1997 PN5 في قاعدة بيانات مختبر الدفع النفاث لأجرام النظام الشمسي الصغيرة

- الاكتشاف · مخطط المدار ·  العناصر المدارية · المعلمات المادية

- (31111) 1997 PN5 على موقع ويكي سكاي: DSS2, SDSS, GALEX, IRAS, Hydrogen α, X-Ray, Astrophoto, Sky Map, Articles and images